# جایزه آدری لرد
جایزه آدری لرد یک جایزه ادبی سالانه است که توسط انتشارات مثلث برای بزرگداشت آثار شعر با موضوع همجنس‌گرایی زنانه اهدا می‌شود. این جایزه برای اولین بار در سال ۲۰۰۱ اعطا شد و به یاد شاعر آمریکایی آدری لرد نام گذاری شد.

## برندگان
- ۲۰۰۱ - مرلین هکر، میدان‌ها و حیاط‌ها
- ۲۰۰۲ - گری گومز پرلبرگ، آقای بلوبرد
- ۲۰۰۳ - ملانی بریومن، قرمز
- ۲۰۰۴ - دافنه گوتلیب، دختر نهایی
- ۲۰۰۵ - مورین سیتون، ونوس پستان او را بررسی می‌کند
- ۲۰۰۶ - جین میلر، یک کاخ مروارید
- ۲۰۰۷ - جنیفر رز، یک ساعت زادگاهش
- ۲۰۰۸ - جوآن لارکین، بدن من
- ۲۰۰۹ - الیزابت بردفیلد، اثر تفسیری
- ۲۰۱۰ - استیسی کاسارینو، صفر در استخوان
- ۲۰۱۱ - جن کورین، تفتیش عقاید مال شما
- ۲۰۱۲ - مینی بروس پرات، درون دستگاه پول
- ۲۰۱۳ - راشل رز، آهنگ و عینک[۱]
- ۲۰۱۴ - آنجی استس، سحر
- ۲۰۱۵ - مگ دی، آخرین مزامیر در سطح خیابان
- ۲۰۱۶ - جنیفر پرین، بدون اعتراف، بدون جماعت
- ۲۰۱۷ - فرانسیین ج. هریس، بازی مرگ[۲]
- ۲۰۱۸ - گابریل کالووکورسی ،موشک خارق‌العاده
- ۲۰۱۹ - مارگارت لیتل، استراحت[۳]
- ۲۰۲۰ - شیرا ارلیچمن، اودس لیتیوم[۴]